# Municipio de Niles (Illinois)
El municipio de Niles (en inglés: Niles Township) es un municipio ubicado en el condado de Cook en el estado estadounidense de Illinois. En el año 2010 tenía una población de 105882 habitantes y una densidad poblacional de 1.923,28 personas por km².

## Geografía
El municipio de Niles se encuentra ubicado en las coordenadas 42°1′56″N 87°45′28″O / 42.03222, -87.75778. Según la Oficina del Censo de los Estados Unidos, el municipio tiene una superficie total de 55.05 km², de la cual 55.05 km² corresponden a tierra firme y (0%) 0 km² es agua.

## Demografía
Según el censo de 2010, había 105882 personas residiendo en el municipio de Niles. La densidad de población era de 1.923,28 hab./km². De los 105882 habitantes, el municipio de Niles estaba compuesto por el 64.25% blancos, el 4.9% eran afroamericanos, el 0.16% eran amerindios, el 24.79% eran asiáticos, el 0.03% eran isleños del Pacífico, el 2.67% eran de otras razas y el 3.21% pertenecían a dos o más razas. Del total de la población el 8.01% eran hispanos o latinos de cualquier raza.